# Arctostaphylos nevadensis
Arctostaphylos nevadensis är en ljungväxtart som beskrevs av Asa Gray. Arctostaphylos nevadensis ingår i släktet mjölonsläktet, och familjen ljungväxter. Inga underarter finns listade i Catalogue of Life.

## Bildgalleri

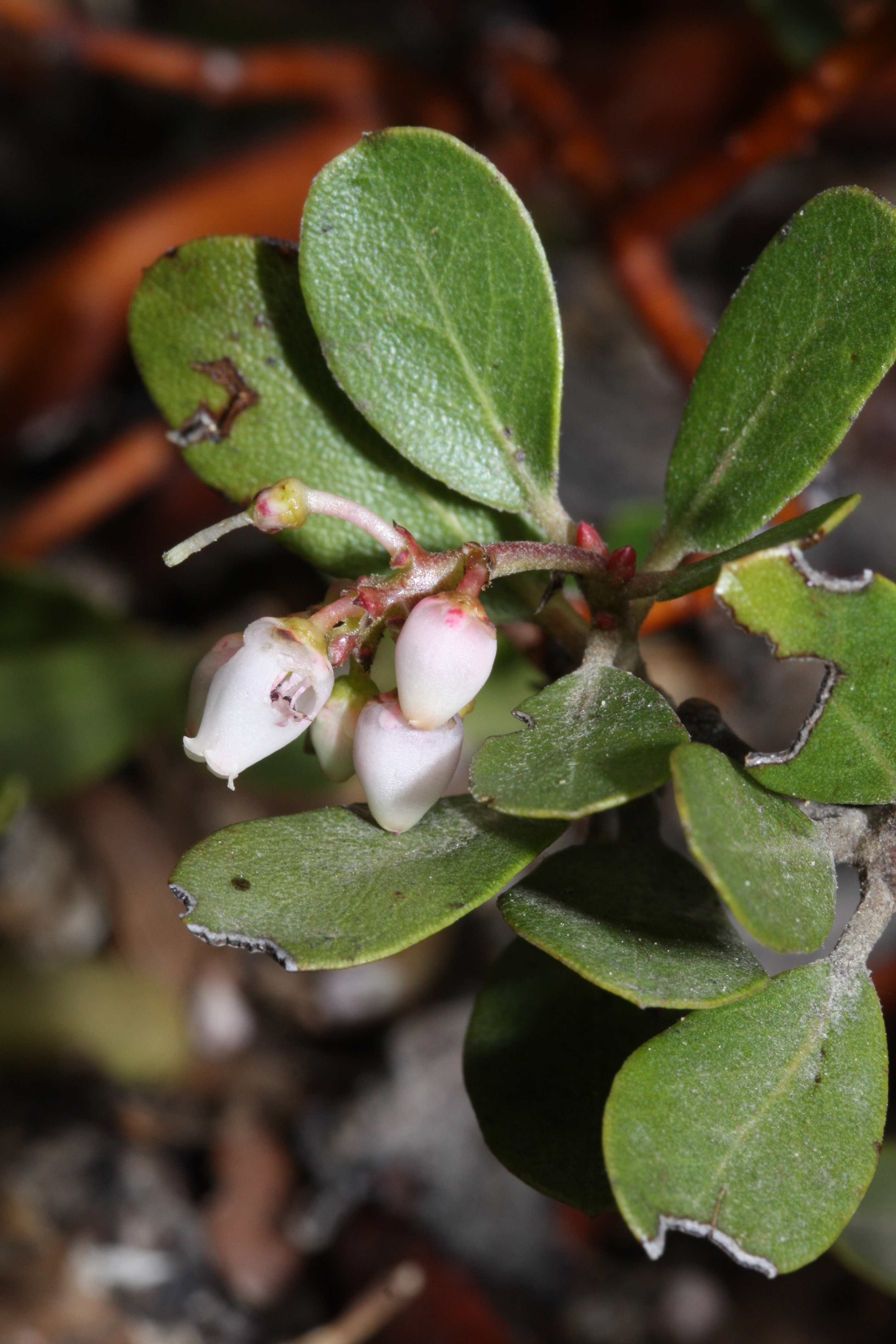
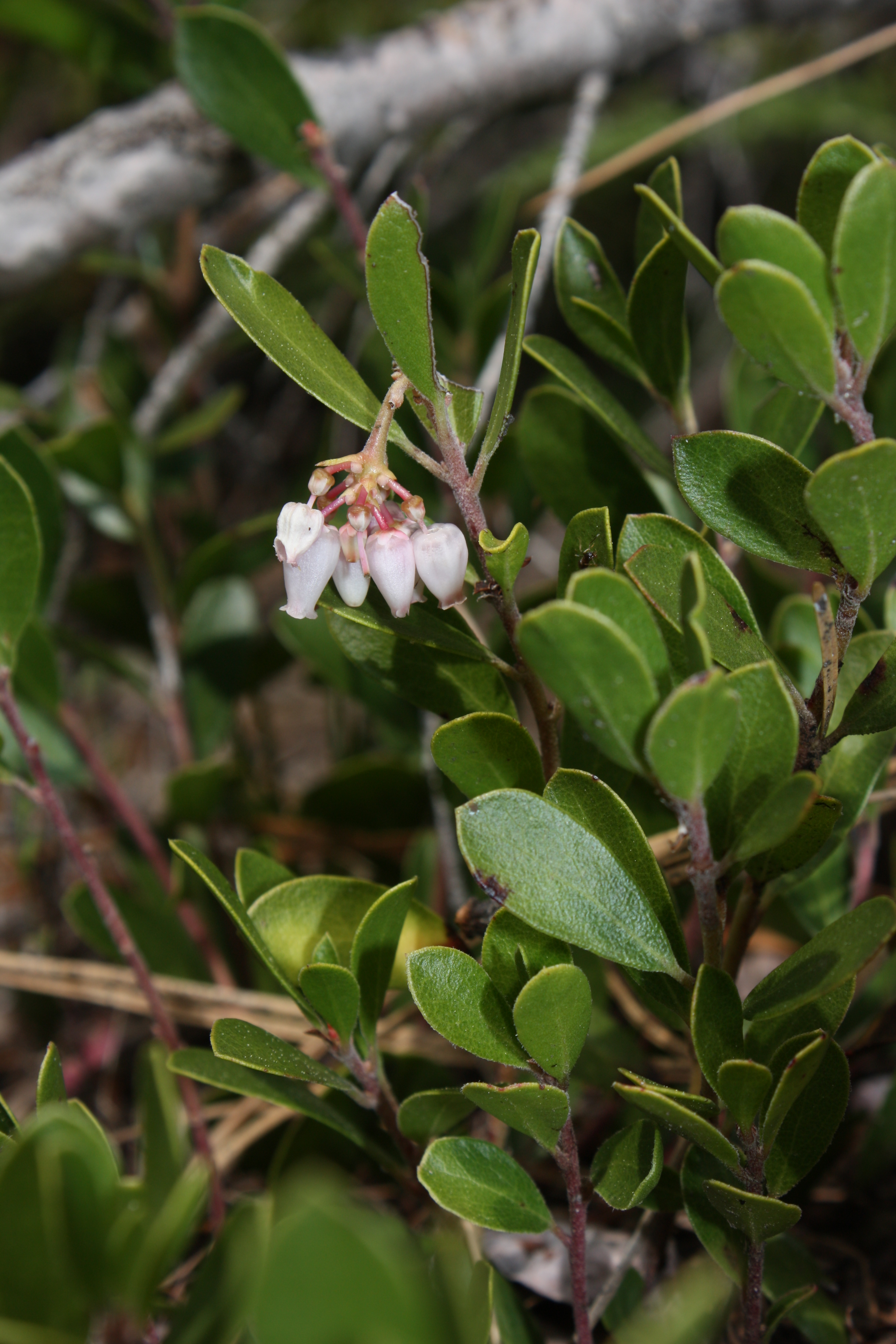
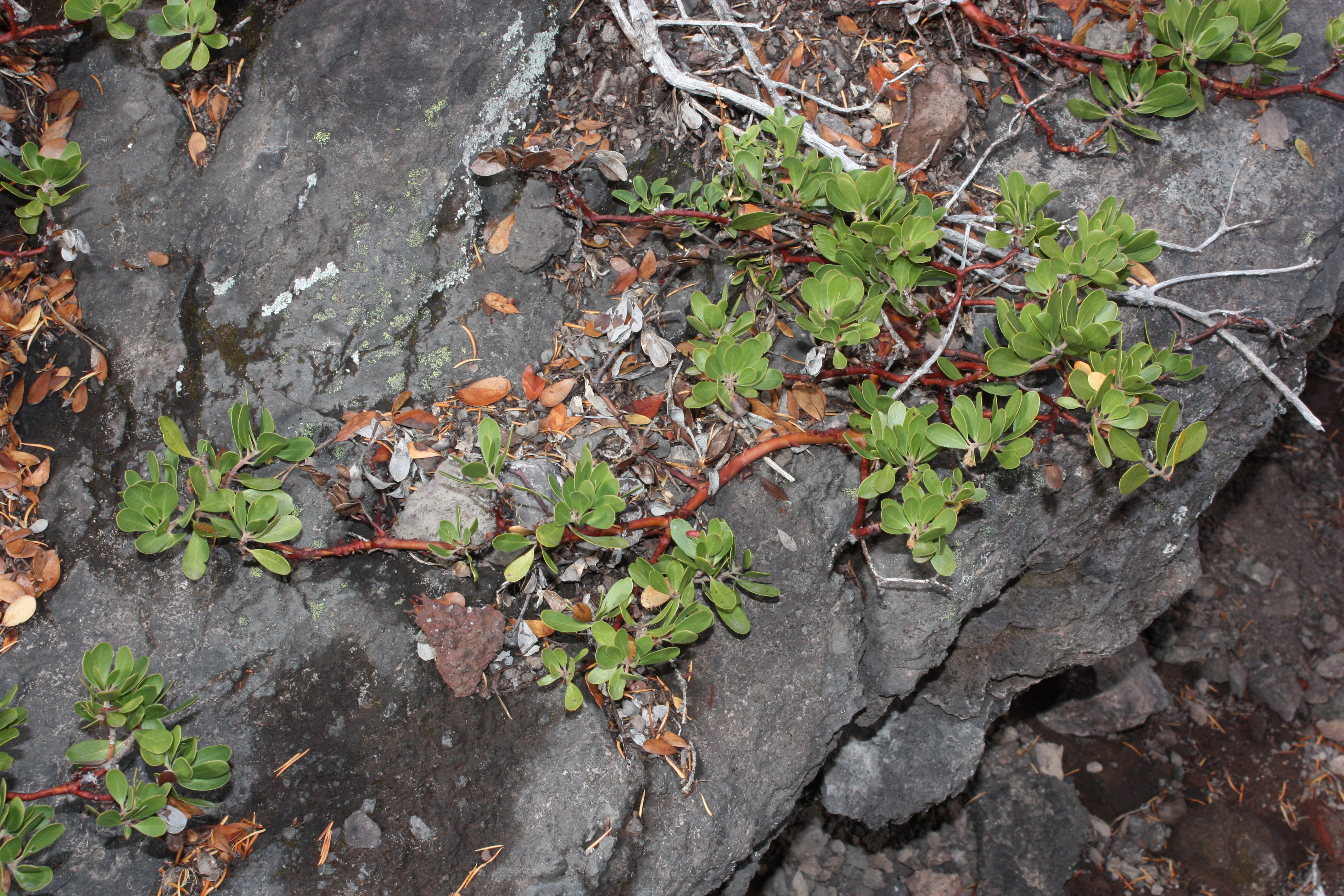
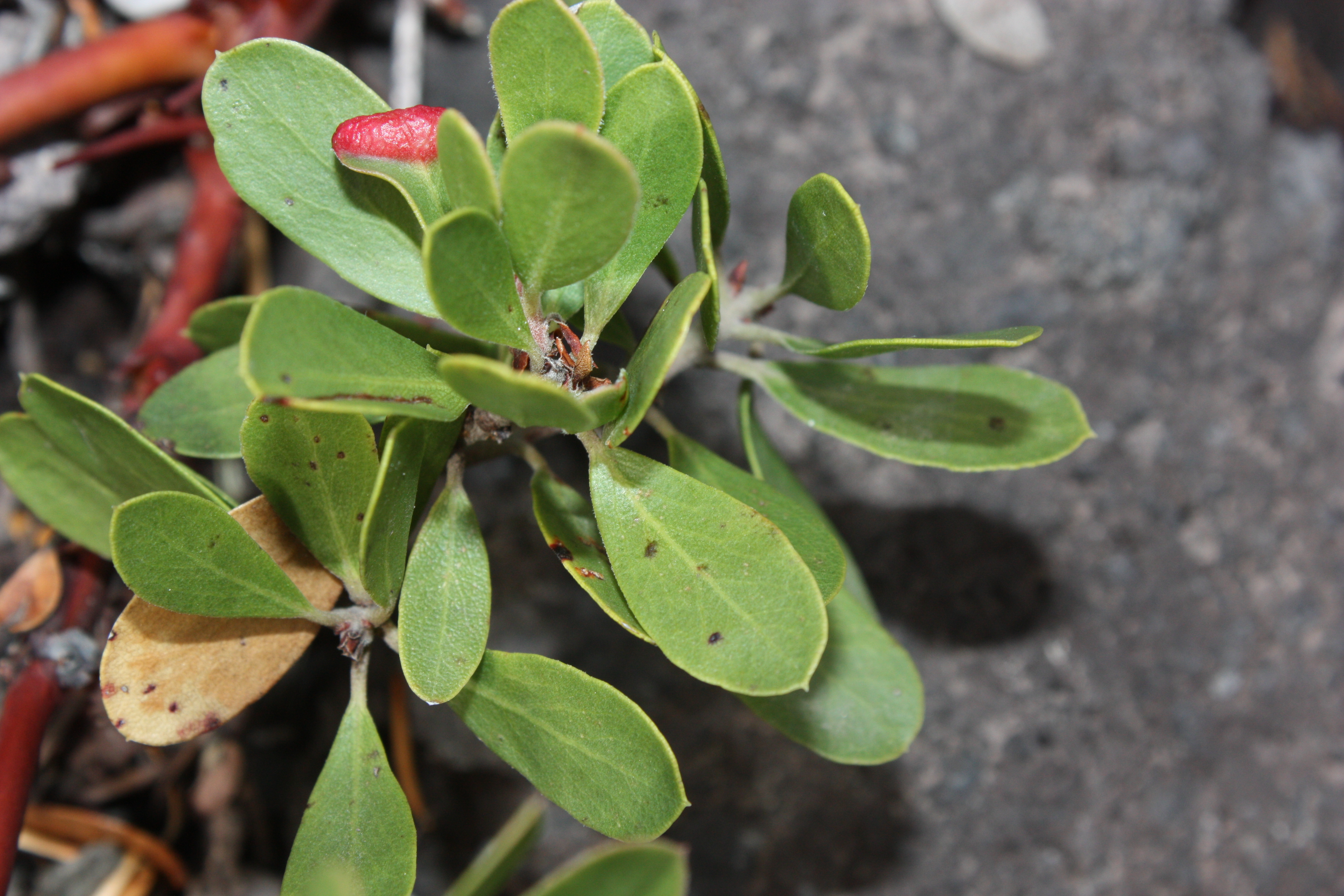